# Chantelle Houghton

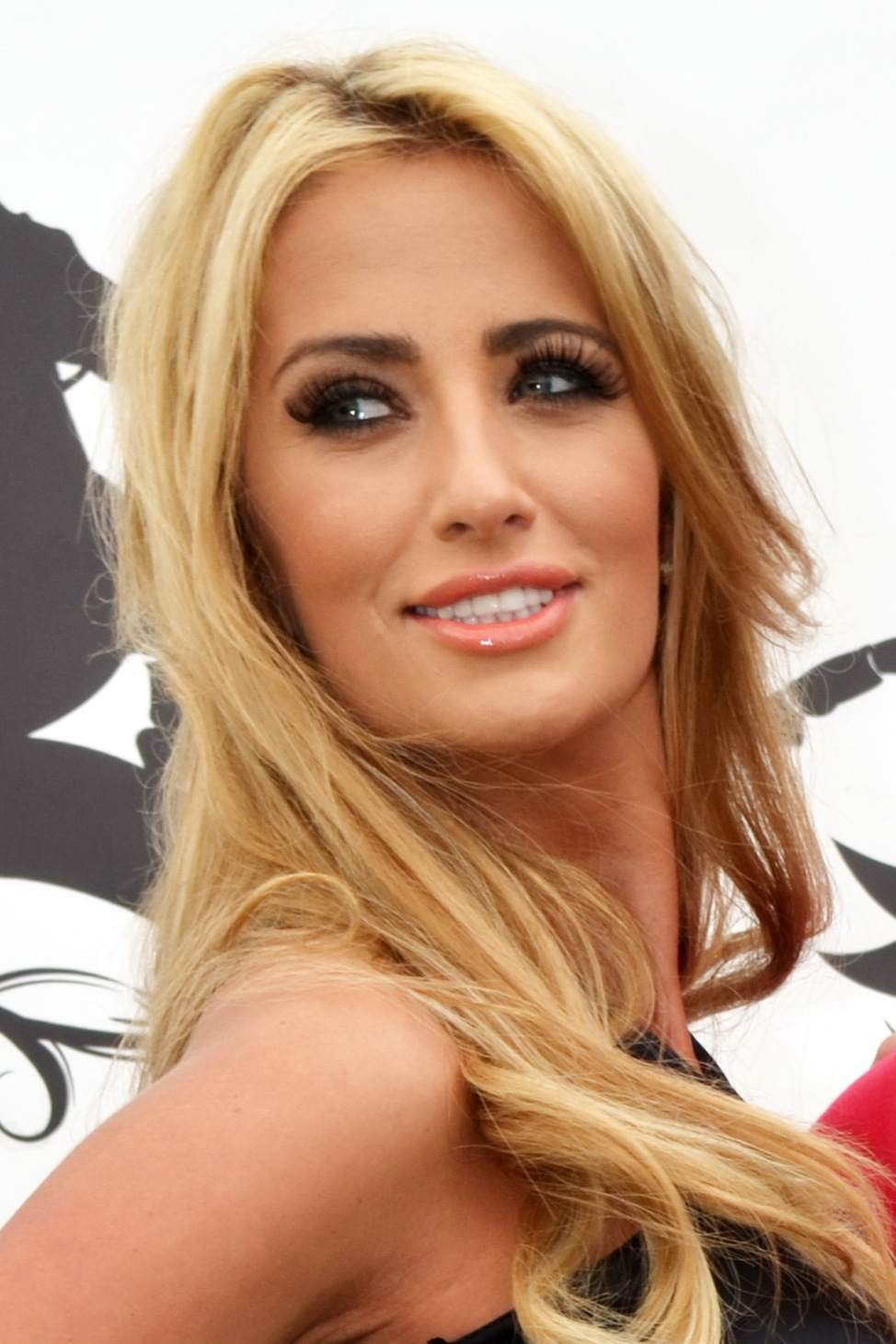
Chantelle Houghton (2011).

Chantelle Vivien Houghton, född 21 augusti 1983, är en engelsk tv-personlighet och glamourmodell. Hon medverkade i Channel 4:s Celebrity Big Brother, en kändisversion av Big Brother år 2006. Hon vann till slut säsongen och fick sedan en framgångsrik karriär som modell. Hon har vidare även medverkat i Ultimate Big Brother år 2010. Hon placerade sig där på tredjeplats.  År 2007 blev Houghton listad som en av Storbritanniens rikaste "Reality TV stjärnor" då hon hade en förmögenhet på över 1 miljon pund.